# Timothy Cole
Timothy Cole (1852 - 17 mei 1931) was een Amerikaans graveerder.

## Biografie
Cole werd geboren in Londen in 1852. Zijn familie verhuisde in 1858 naar de Verenigde Staten. Ze vestigden zich in Chicago, waar ze al hun bezittingen verloren bij de Grote brand van Chicago in 1871. In 1875 kon hij aan de slag bij The Century Magazine in New York. In 1906 werd hij voorgedragen als lid van de National Academy of Design. Cole overleed in 1931 op 79-jarige leeftijd. Zijn zoon Alphaeus Philemon Cole werd ook een bekend kunstenaar. 
- Bibsys: 1063427
- Bibliothèque nationale de France: cb14971802v (data)
- Gemeinsame Normdatei: 1089597258
- International Standard Name Identifier: 0000 0000 8106 4807
- Library of Congress Control Number: n83184882
- National Gallery of Victoria: 6974
- Nationale Bibliotheek van Israël: 987007275615905171
- Nederlandse Thesaurus van Auteursnamen: 285504134
- RKD-Nederlands Instituut voor Kunstgeschiedenis: 254694
- SNAC: w6b859c7
- Système universitaire de documentation: 11123834X
- Union List of Artist Names: 500022162
- Virtual International Authority File: 27338808
- WorldCat: E39PBJg4q3cC9ccWy9JH8w7yh3